# Mecachrome
Mecachrome SAS je inženjerska tvrtka koja se bavi zrakoplovstvom, automobilskom industrijom, motociklističkim utrkama i industrijskim inženjeringom.
Tvrtka je osnovana 1937., a danas joj je središte u gradu Amboise u Francuskoj. Zahvaljujući snažnom bogatstvu - stručnosti, učinkovitosti, konkurentnosti, Mecachrome je postao svjetski lider u sektoru precizne mehanike. Visoko kvalificirani zaposlenici, ultra učinkovita oprema i globalni proizvodni prostor veći od 185 000 m² danas omogućuju Mecachromeu da razvije rješenja s dodanom vrijednošću za svoje kupce. Njihove tvrtka smještene su u Europi, Sjevernoj Americi i Sjevernoj Africi na 13 proizvodnih mjesta. Mecachrome je strateški partner glavnih industrijskih tvrtki u sektorima zrakoplovne, automobilske, moto sportove, obrane i energetike. Mecachrome je u 2017. godini prijavio 405 milijuna eura prihoda i zapošljavao više od 3000 ljudi u svijetu.
Od 1979. Mecachrome je uključen u Renaultov sportski program u automobilizmu, a od 1983. Renault počinje s proizvodnjom motora za pojedine momčadi Formule 1. U sezonama 1998. i 1999., Renaultovi motori momčadi Williams F1 su nosili ime Mecachrome. Danas je Mecachrome dobavljač motora u Formuli 2 i Formuli 3.

## Vanjske poveznice
- Mecachrome  Arhivirana inačica izvorne stranice od 4. rujna 2019. (Wayback Machine) Official website